# Pinner

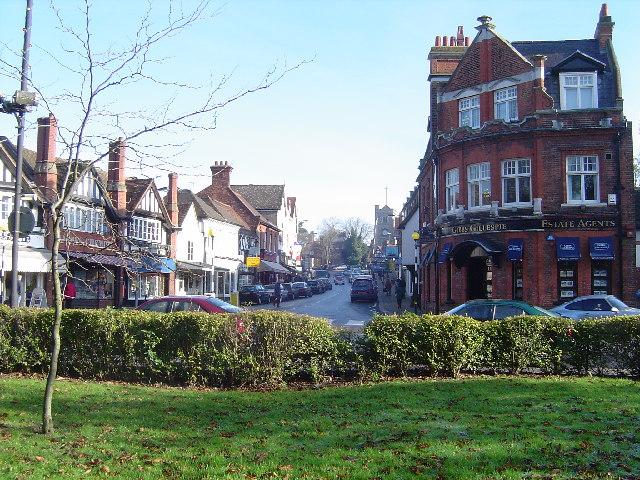
Pinner

Pinner är en stadsdel (district) i London Borough of Harrow i nordvästra London, England. Pinner är beläget 12,2 engelska mil (19,6 km) nordväst om Charing Cross och har ingått i Storlondon sedan 1965. I november 2011 hade Pinner 10 093 invånare.
Elton John fick sin utbildning i Pinner Wood Junior School, Reddiford School och Pinner County Grammar School i Pinner.